# بريوم قطبي شمالي
بريوم قطبي شمالي (الاسم العلمي:Bryum arcticum) هي نوع من النباتات يتبع جنس البريوم من الفصيلة البريوية.